# Нубійський музей (Асуан)
Нубійський музей (араб. متحف النوبة, англ. Nubian Museum) — музей археології та історії історичної Нубії та культури нубійців у єгипетському місті Асуані.
Розташований на околиці Асуана, у його південній частині, й обіймає величезну площу — 50 000 м², з яких власне на виставкові зали, бібліотеку, навчальні приміщення тощо припадає 7 тисяч м². Решту площі музейного комплексу займає чудовий пишний парк довкола центральної будівлі музею. 
Керівником музею від моменту його заснування є відомий вчений-єгиптолог д-р Оссама Абд ель Маджид.

## Історія
Сучасний Нубійський музей в Асуані являє собою чудовий приклад злагодженої співпраці єгипетського уряду й міжнародної культурної організації ЮНЕСКО. Ще 1959 року єгипетська влада звернулася до широкої світової громадськості з закликом допомогти у збереженні пам'яток Верхнього Єгипту, зокрема нубійської культури. В результаті був створений міжнародний комітет зі збирання коштів, однак зусилля країн-партнерів були фактично марними до підключення 1975 року ЮНЕСКО до справи збереження нубійських пам'яток. Від лютого 1981 року  відбулася низка симпозіумів під егідою ЮНЕСКО, присвячена нубійській тематиці й, знову ж таки, пошуку грошей на відкриття музею, який включив би пам'ятки нубійської культури. Фактично вперше і лише раз за історію існування цієї міжнародної організації вона опікувалася проблемою організації місцевого музею, розпочавши з цією метою міжнародну кампанію. 
Нарешті започатковано 4 лютого 1986. Відтоді він став значним культурним осередком регіону й країни, керівництву й співробіникам закладу фактично вдалося вивести здобутки нубійської цивілізації на міжнародний рівень, зробивши їх доступними для огляду широкої громадськості.

## Фонди та експозиція
Експозиція Нубійського музею показує історію Нубії від первісної доби і до сучасності. Також в експозиції представлені археологічні знахідки, зроблені на Елефантині та в околицях Асуана. Крім того, музейне зібрання було поповнено за рахунок експонатів, спеціально переданих із Каїрського єгипетського музею. 
Колекція Нубійського музею налічує понад 3 тисячі предметів, розподілених за 5-ма відділами: доісторичний, давньоєгипетський та нубійський, античний і римський, коптський та ісламський.
У виставкових залах найчисельнішими є зібрання єгипетських (503 експоната) і нубійських (140 експонатів) старожитностей. Тут серед іншого представлені раритети, що відносяться до I—IV століть, зокрема корони нубійських правителів, виготовлені з дорогоцінних металів, золоті прикраси й рідкісні предмети побуту, виявлені в ході розкопок в усипальницях фараонів Нового царства на території Верхнього Єгипту. Чисельність коштовних знахідок вказує також і на те важливе значення, яке Нубія відігравала за давнини, будучи сполучною ланкою у торговельних та інших відносинах між Стародавнім Єгиптом — з одного боку, та районами сучасних Ефіопії та Сомалі — з іншого.

## Галерея

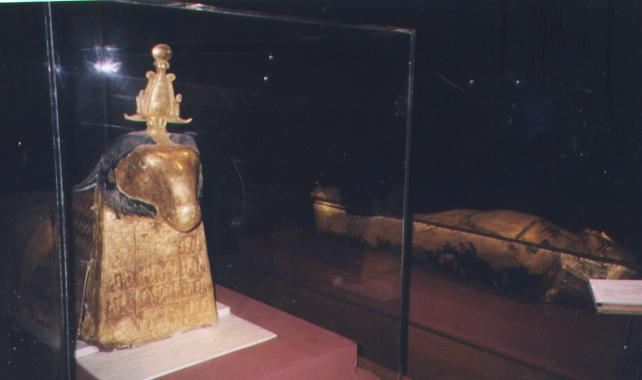
У залах давньоєгипетської культури
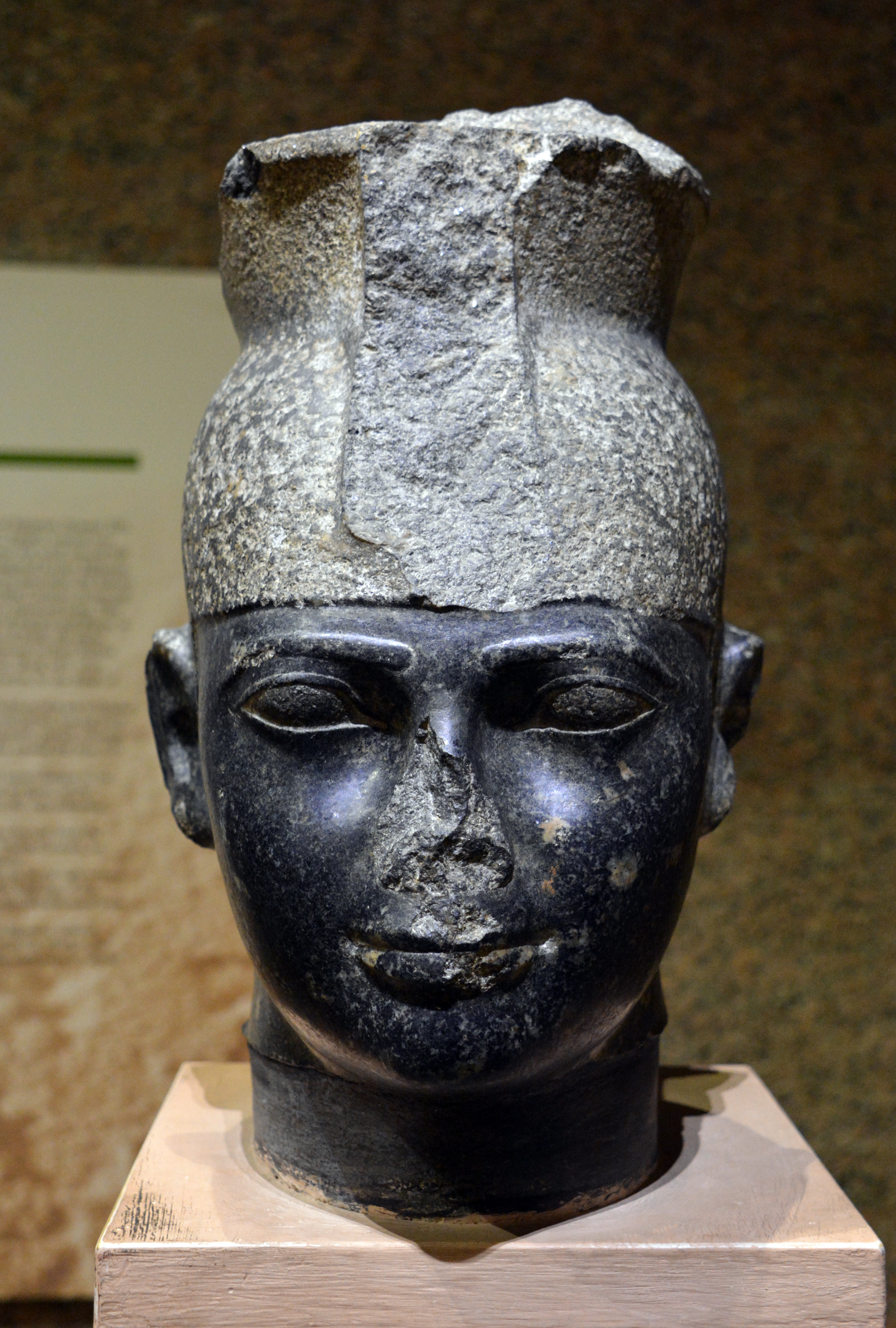
Цар Тахарка, 25 династія
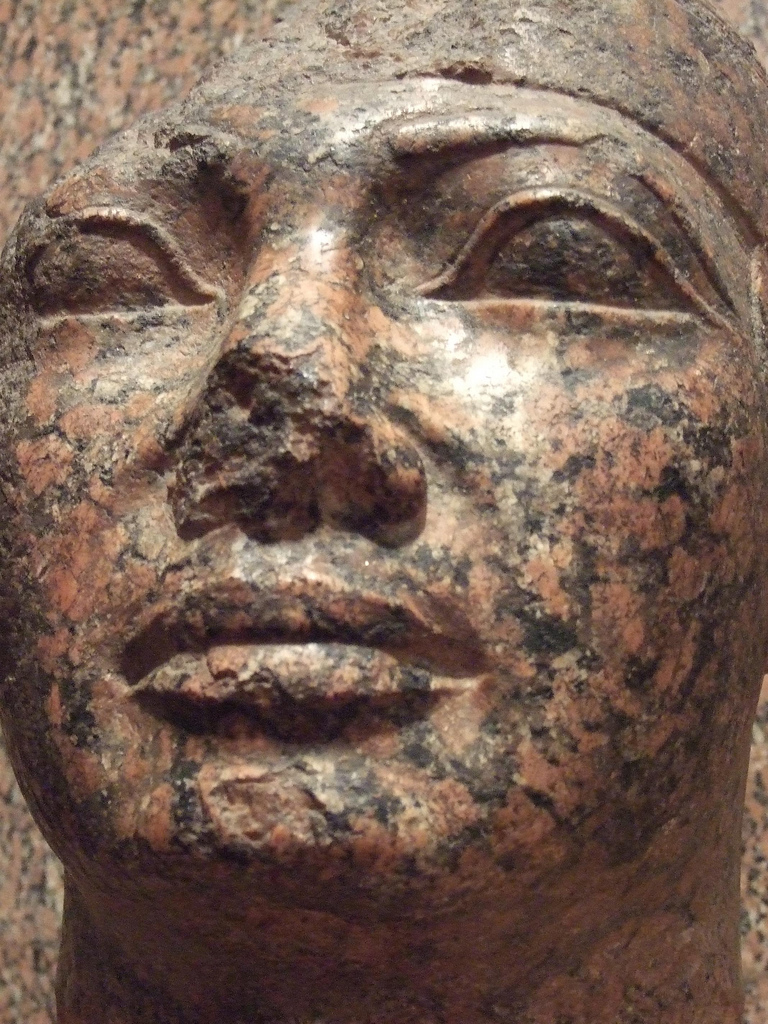
Цар Шебітку
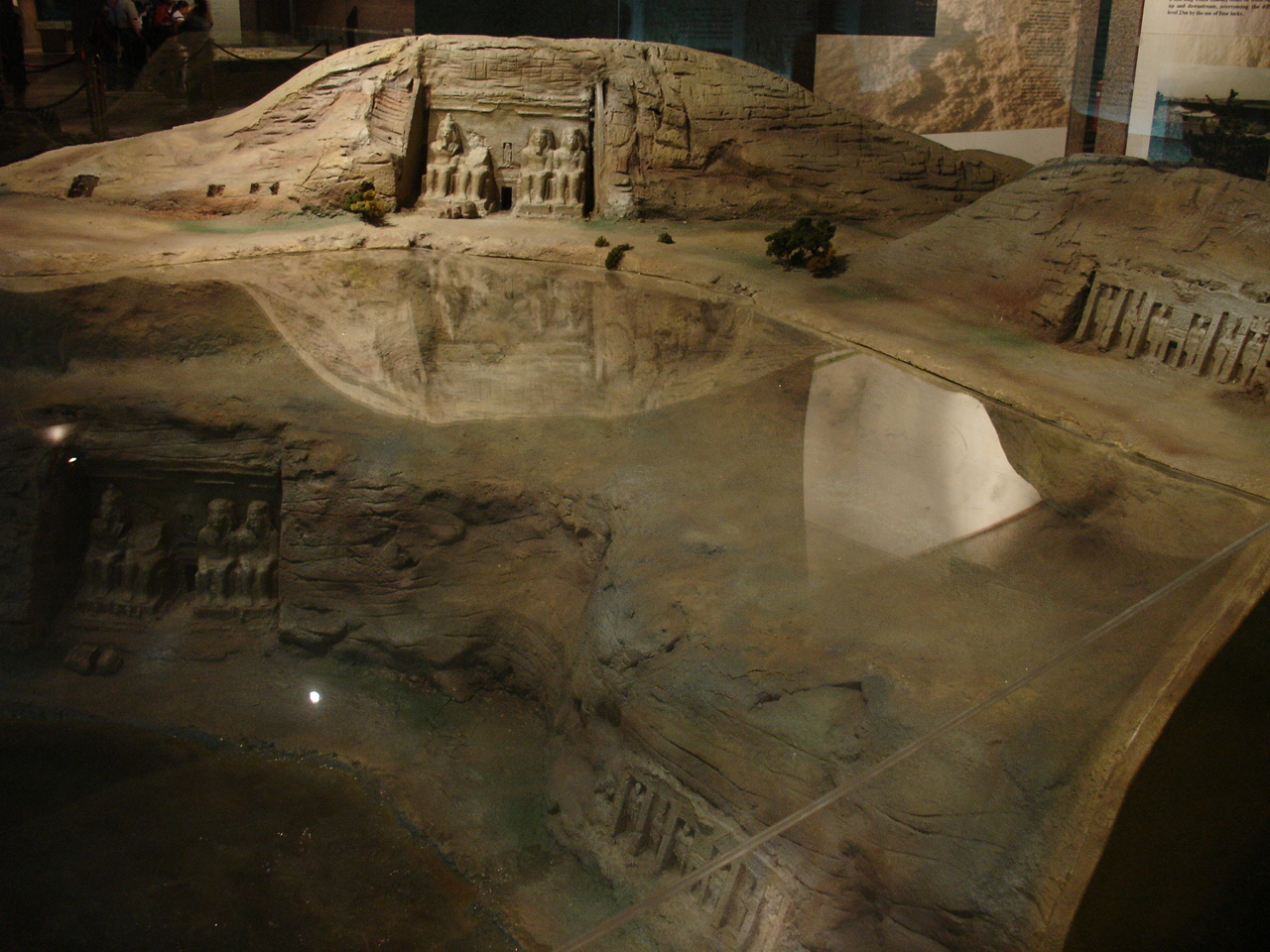
Макет Абу-Сімбелу
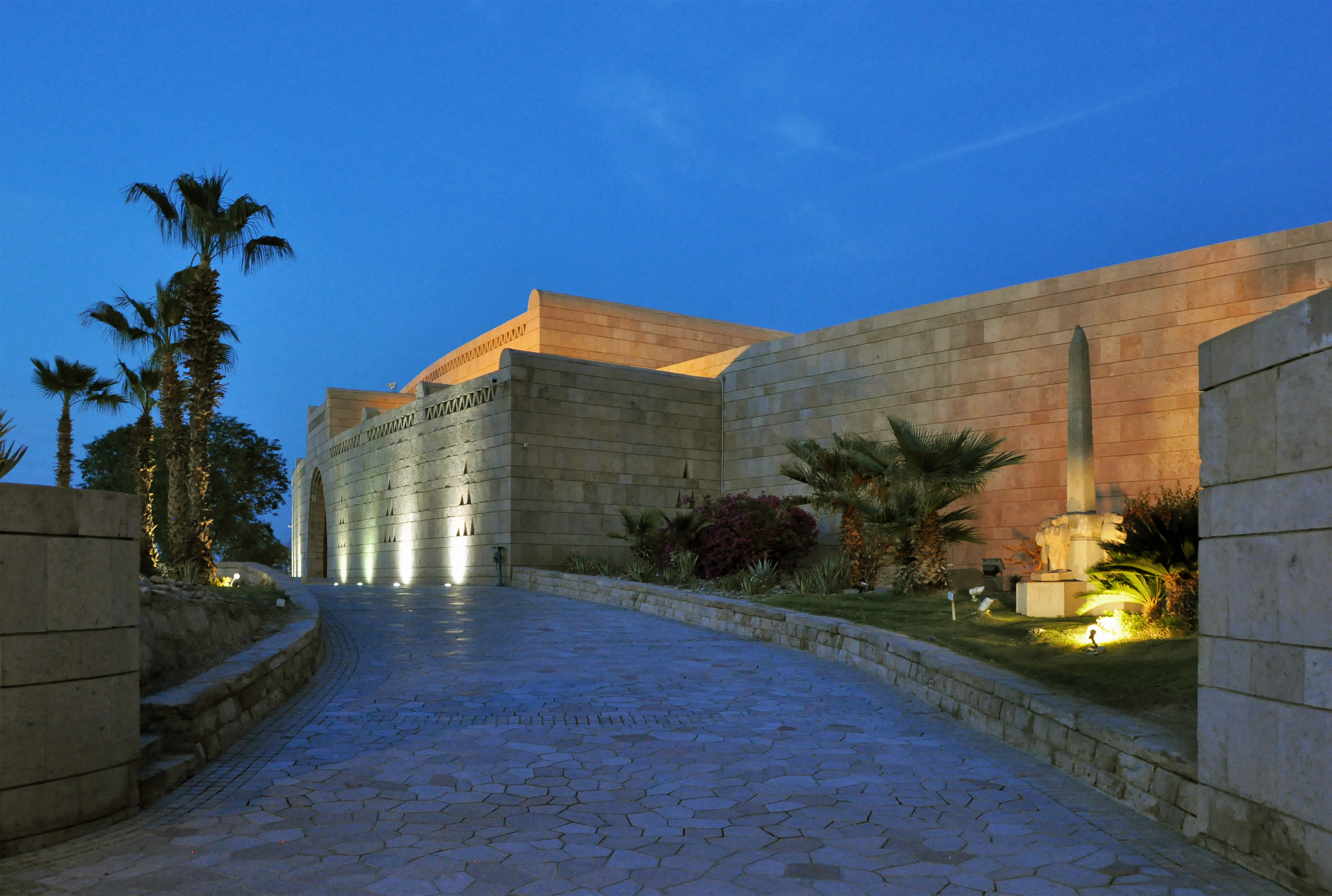
Вхід
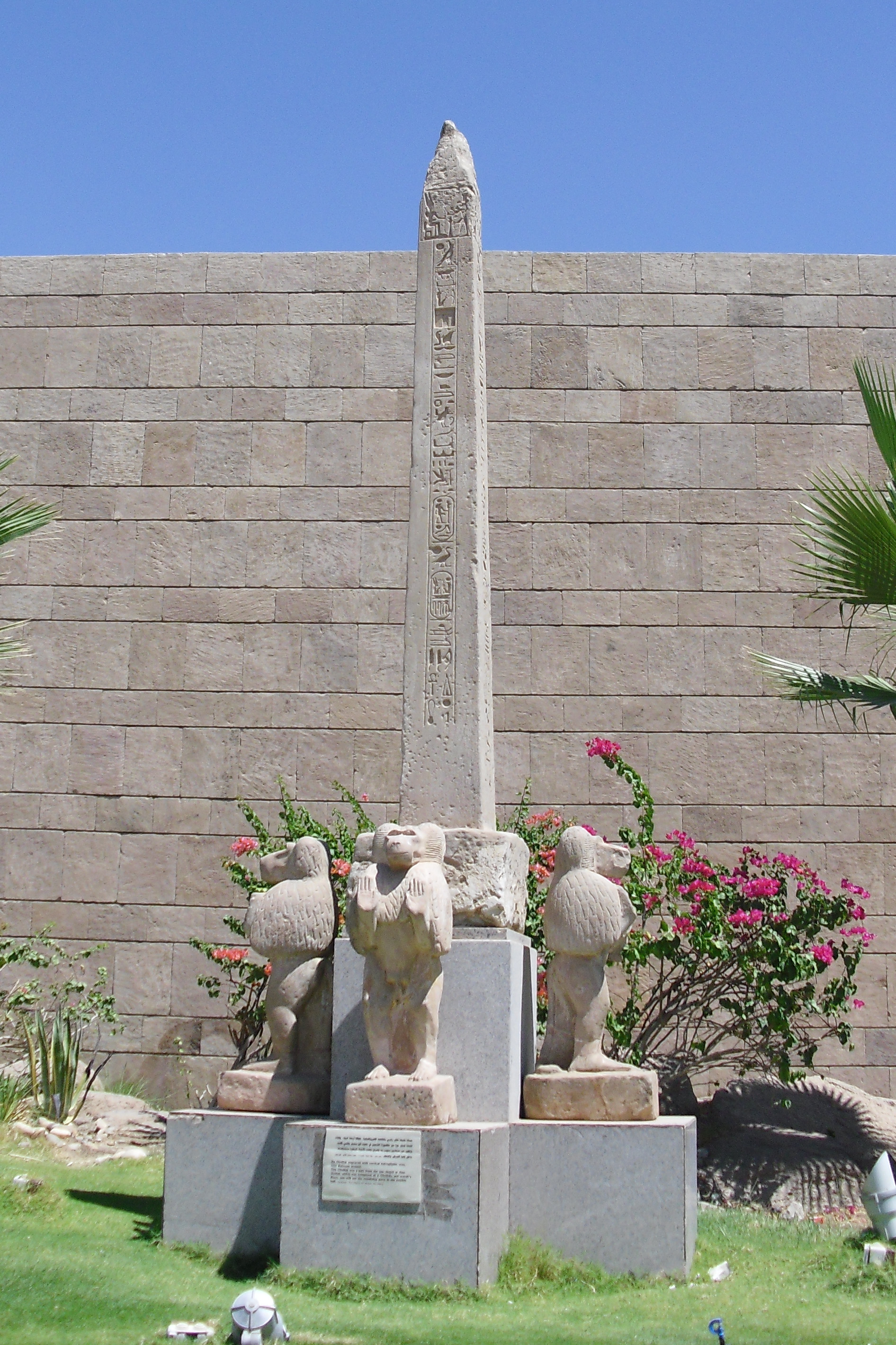
Обеліск Рамзеса II.
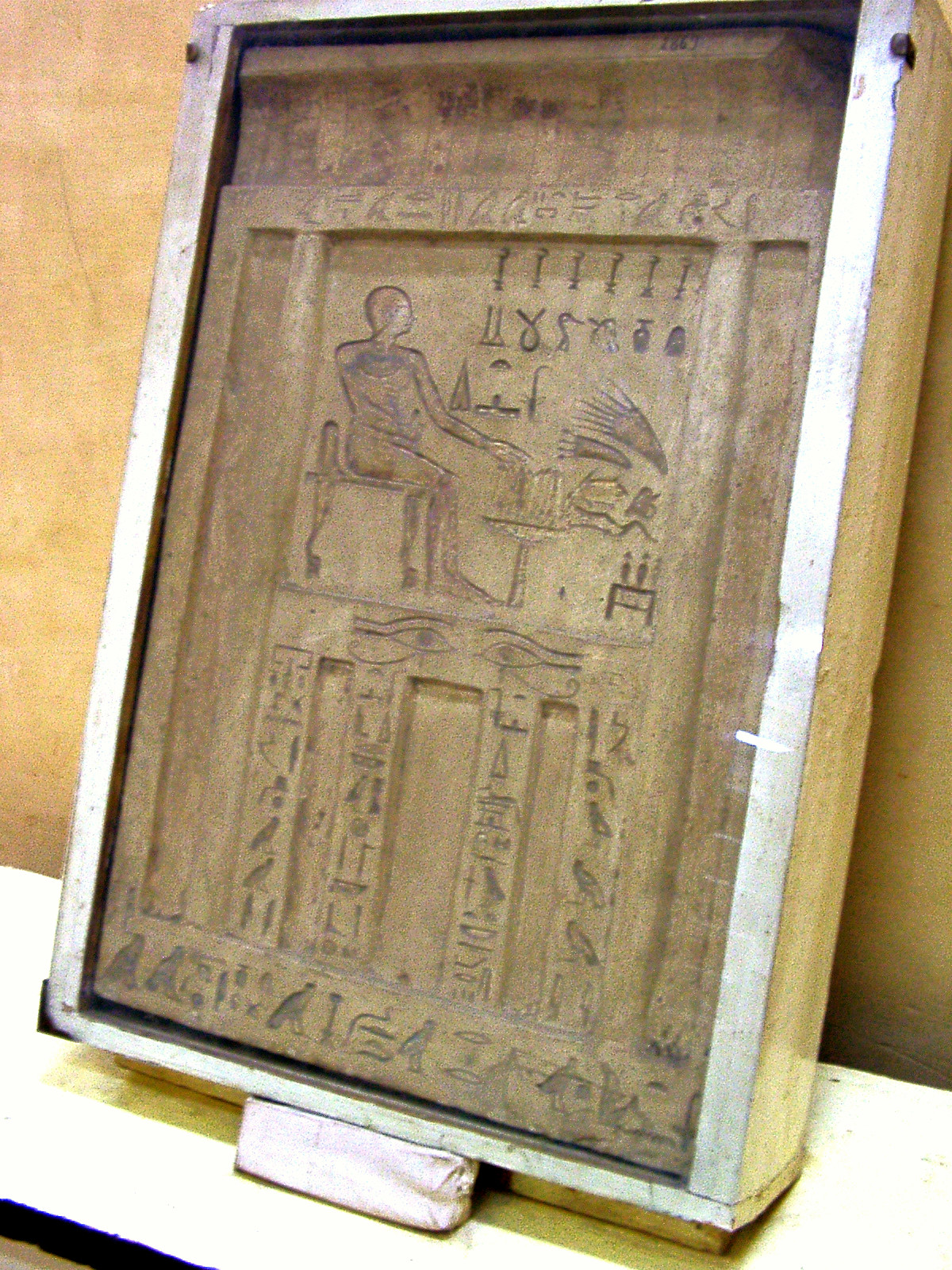
Стела з ложними дверима, знайдена в Асуані.
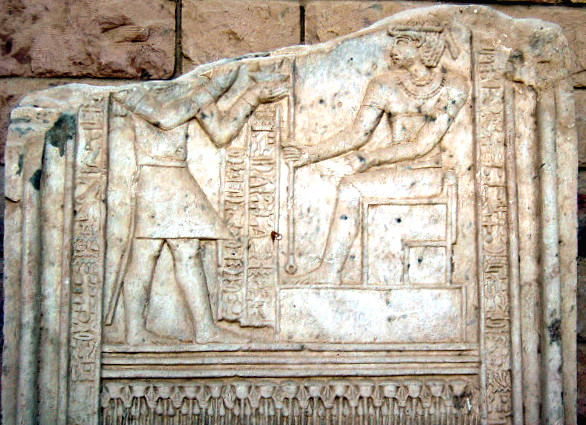
Фрагмент стели із зображенням бога Мандуліса.
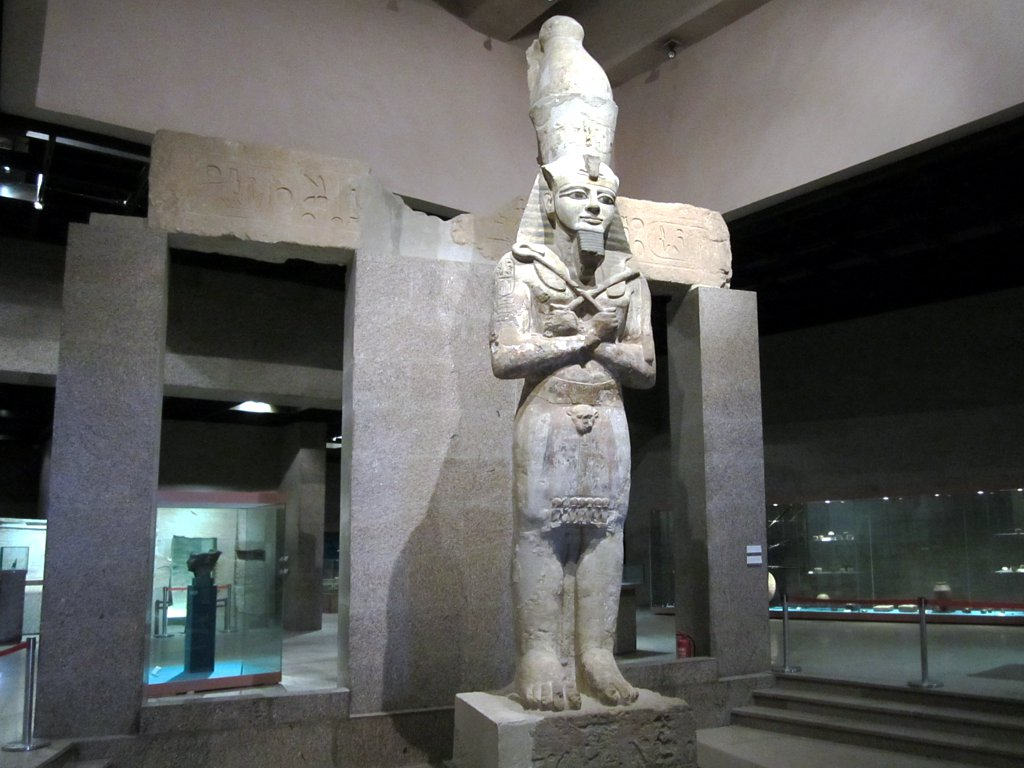
Колос Рамсеса II із храму Герф Хуссейн, що нині затоплений озером Насер.
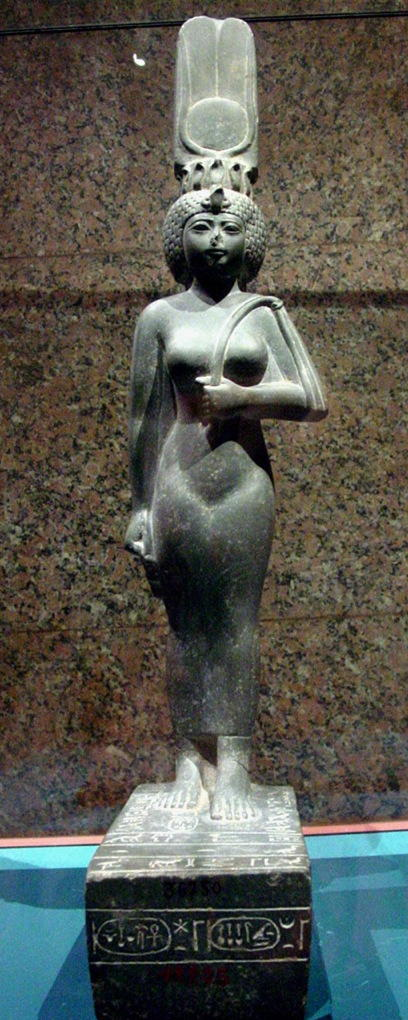
Анхнеснеферібре, XXVI династія
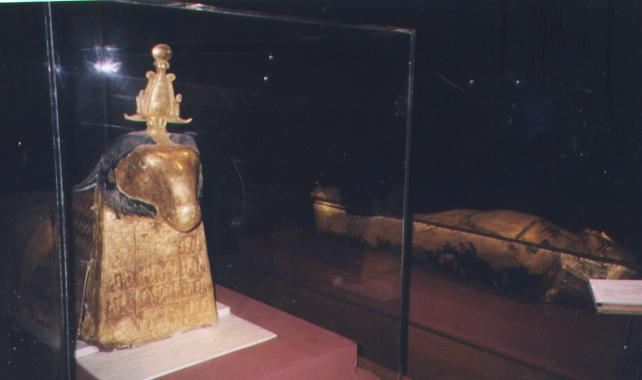
Церемоніальна золочена фігура Амона, саркофаг.